# Curtil-Vergy
Curtil-Vergy település Franciaországban, Côte-d’Or megyében. Lakosainak száma 156 fő (2022. január 1.). Curtil-Vergy Reulle-Vergy, Segrois, L’Étang-Vergy, Messanges és Nuits-Saint-Georges községekkel határos.

## Népesség
A település népességének változása:
| Lakosok száma | 47   | 81   | 78   | 102  | 133  | 138  | 136  | 141  | 141  | 156  |
|               | 1968 | 1982 | 1990 | 2006 | 2013 | 2015 | 2017 | 2019 | 2020 | 2022 |